# Dumingag
Dumingag (Bayan ng Dumingag) är en kommun i Filippinerna. Kommunen ligger på ön Mindanao, och tillhör provinsen Zamboanga del Sur. Folkmängden uppgår till 42 203 invånare.

## Barangayer
Dumingag är indelat i 44 barangayer.
| - Bag-ong Valencia - Bagong Kauswagan - Bagong Silang - Bucayan - Calumanggi - Canibongan - Caridad - Danlugan - Dapiwak - Datu Totocan - Dilud - Ditulan - Dulian - Dulop - Guintananan | - Guitran - Gumpingan - La Fortuna - Labangon - Libertad - Licabang - Lipawan - Lower Landing - Lower Timonan - Macasing - Mahayahay - Malagalad - Manlabay - Maralag - Marangan | - New Basak - Saad - Salvador - San Juan - San Pablo (Pob.) - San Pedro (Pob.) - San Vicente - Senote - Sinonok - Sunop - Tagun - Tamurayan - Upper Landing - Upper Timonan |